# Feuerkopf (1932)
Feuerkopf, auch bekannt als Blondes Gift (Originaltitel: Red-Headed Woman), ist eine US-amerikanische Filmkomödie von Jack Conway aus dem Jahr 1932. Der von MGM produzierte Film zählt zu den Pre-Code-Filmen, die vor der verpflichtenden Anwendung des Production Code gedreht wurden und somit noch keinen strengen Zensurrichtlinien unterworfen waren.  Hauptdarstellerin Jean Harlow wurde mit der Titelrolle über Nacht zum Star und galt fortan als „Sexbombe“ der 1930er Jahre.

## Handlung
Die junge Sekretärin Lil Andrews, die aufgrund ihrer roten Haarfarbe zumeist schlicht „Red“ genannt wird, will in einer Kleinstadt gesellschaftlich aufsteigen. Mit ihrer freizügigen und frivolen Art macht sie sich unverhohlen an ihren wohlhabenden Chef Bill Legendre Jr. heran. Dieser ist glücklich mit seiner Jugendliebe Irene verheiratet und weist Red stets zurück. Eines Abends, als sich Red nach getaner Arbeit weigert, Bills Haus zu verlassen, lässt er sich erstmals auf einen Flirt mit ihr ein. Ausgerechnet in diesem Moment kehrt Irene nach Hause zurück, worauf Red umgehend das Haus verlässt. Bill versichert Irene, dass nichts zwischen ihm und Red geschehen sei.
Bills einflussreicher Vater William Legendre Sr. bietet Red daraufhin eine Stelle in Cleveland an, um sie so von seinem Sohn fernzuhalten. Doch Red schlägt sein Angebot aus. Als sie Bill und Irene in einem Nachtclub antrifft, gelingt es ihr, Bill in eine Telefonzelle zu locken und ihn zu küssen. Obwohl sich Bill stark zu Red hingezogen fühlt, ist er entschlossen, sie nie wiederzusehen. Am nächsten Abend geht Red betrunken zu Bills Haus und macht ihm vor Irene eine Szene. Später sucht Bill sie wütend in ihrem Apartment auf. Als er sie schlägt und sie ihm sagt, er solle es nochmal tun, kommt er ihrem Wunsch nach und kann ihr nicht länger widerstehen. Kurz darauf reicht Irene die Scheidung ein. Nachdem Bill Red geheiratet hat, prophezeit ihm Irene, dass diese Ehe nicht halten werde, da sie nur auf Sex aufgebaut sei.
Da Red nach ihrer Hochzeit mit Bill von der feinen Kleinstadt-Gesellschaft geschnitten wird, will sie unbedingt nach New York umziehen. Als der New Yorker Tycoon Charles B. Gaerste zu Besuch ist, lässt sich der bedeutend ältere Mann von Red verführen. Anschließend bringt Red ihren Gatten dazu, für Gaerste einen Empfang zu veranstalten, zu dem alle wohlhabenden Bürger der Stadt geladen sind. Als sich die Gäste bereits früh wieder verabschieden, um stattdessen zu einer Feier in Irenes Haus zu gehen, beginnt Red vor Wut zu toben. Bill sieht sich gezwungen, Red nach New York gehen zu lassen. Nachdem ihm sein Vater ein Taschentuch von Red gezeigt hat, das er in Gaerstes Hotelzimmer gefunden hatte, gibt er Red eindringlich zu verstehen, dass er sich sofort von ihr scheiden lässt, sollte es in New York zu einem Skandal kommen.
Schon kurz nach Reds Eintreffen in der Metropole wird sie Gaerstes Geliebte. Gleichzeitig lässt sie sich auch auf eine Affäre mit Gaerstes französischem Chauffeur Albert ein. Als Bill von einem auf Red angesetzten Detektiv von den Eskapaden seiner Frau erfährt, will er sich scheiden lassen. Zudem lässt er Gaerste Fotos zukommen, die Red und Albert in vertrauter Zweisamkeit zeigen, worauf Gaerste Albert entlässt und Red den Rücken kehrt. Red will nun zurück zu Bill. Doch Bill trifft sich inzwischen wieder mit Irene. Nachdem Bills Vater Red einen Scheck in Höhe von 500 Dollar ausgestellt hat, mit dem sie die Stadt verlassen soll, läuft Red mit dem Scheck Bill hinterher. Als dieser im Begriff ist, mit Irene in seinem Wagen davonzufahren, zieht Red eine Waffe hervor und schießt auf ihn. Bill erholt sich von seinen Verletzungen, verzichtet jedoch auf eine Anzeige gegen Red.
Zwei Jahre später, als Bill wieder mit Irene verheiratet ist, sieht er Red bei einem Pferderennen in Paris wieder. Red ist inzwischen die Geliebte eines betagten Millionärs, der in den höchsten Kreisen von Paris verkehrt. Als sie mit diesem nach Hause fährt, sitzt Albert als Chauffeur am Steuer.

## Hintergrund

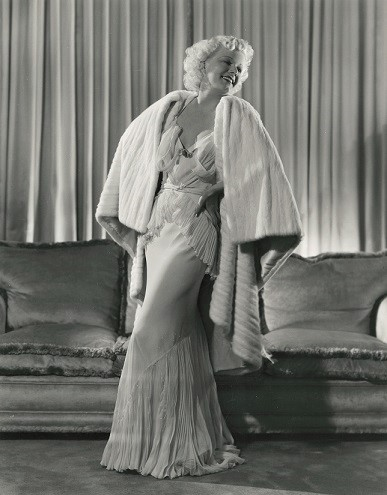
Jean Harlow (1930er Jahre)

Produzent Irving Thalberg ließ zunächst von F. Scott Fitzgerald ein Drehbuch schreiben, das auf einem Roman von Katharine Brush beruhte. Dieser war von August bis Oktober 1931 in der Saturday Evening Post veröffentlicht worden. Da Thalberg Fitzgeralds Drehbuch zu ernst erschien, engagierte er Anita Loos, die das Skript komplett überarbeitete und zur Komödie umschrieb. Zunächst sollte Clara Bow die Titelrolle spielen. Als sie sich jedoch weigerte, bei MGM einen langjährigen Vertrag zu unterschreiben, entschied sich das Studio für Jean Harlow, die erst seit Kurzem bei MGM unter Vertrag stand. Harlow hatte zuvor mit Filmen wie Höllenflieger (1930), Der öffentliche Feind (1931) und Vor Blondinen wird gewarnt (1931) einen gewissen Bekanntheitsgrad erreicht, Kritiker sagten ihr jedoch keine große Karriere voraus. Nur Filmproduzent Paul Bern, den Harlow später im Juli 1932 heiratete, erkannte ihr komödiantisches Talent und verhalf ihr letztlich zur Titelrolle in Feuerkopf.
Die Dreharbeiten fanden unter der Regie von Jack Conway vom 28. April bis zum 27. Mai 1932 in den Studios von MGM statt. Cedric Gibbons war als Art Director für die Filmbauten zuständig. Adrian fertigte die Kostüme. Obwohl der Production Code 1932 noch auf freiwilliger Basis angewandt wurde, ließ MGM noch vor der Veröffentlichung zweideutige Dialoge und freizügige Szenen mit Jean Harlow entfernen. Dennoch gab es in den Vereinigten Staaten Proteste von Seiten religiöser und konservativer Gruppierungen, die den Film auch nach der Freigabe durch die Zensurbehörde als zu unmoralisch empfanden. Empört war man vor allem über den allzu offenen Umgang mit Sexualität und die Tatsache, dass die sündhafte Protagonistin ungestraft davonkommt.
Feuerkopf wurde am 25. Juni 1932 in den Vereinigten Staaten uraufgeführt. Unter dem Titel Blondes Gift gelangte der Film 1933 in die österreichischen Kinos. In Deutschland und England wurde er aufgrund seiner freizügigen Szenen und seiner schlechten Moral seinerzeit verboten und daher nicht in den dortigen Lichtspielhäusern gezeigt. Dennoch machte die Produktion weltweit einen beachtlichen Gewinn. Jean Harlow erhielt erstmals für ihre schauspielerische Leistung positive Kritiken und stieg in die A-Liga Hollywoods auf. Am 23. September 1988 wurde der Film schließlich auch dem deutschen Publikum präsentiert und im deutschen Fernsehen von der ARD ausgestrahlt.

## Kritiken
Das Branchenblatt Variety attestierte seinerzeit Jean Harlow, die bis dahin als Schauspielerin „nicht sehr geschätzt“ worden sei, „eine elektrisierende Vorstellung“. Der Film weise „eine merkwürdige Mischung von Direktheit und Subtilität“ auf. Des Weiteren seien „einige Vamp-Sequenzen, von denen es viele gibt, […] wirklich gewagt“. Janiss Garza vom All Movie Guide befand rückblickend, dass nur Jean Harlow in der Lage gewesen sei, „die geldgierige Lil Andrews zu einer sympathischen Protagonistin zu machen“. Behilflich seien ihr und auch der Handlung „die schlagfertigen Dialoge von Anita Loos“.
Das Lexikon des internationalen Films bezeichnete Feuerkopf als „[p]erfekt auf Frivolität getrimmte, durch und durch amoralische Komödie“, in der Jean Harlow „alle Register an Durchtriebenheit, Sex und frechem Witz [zieht]“. Es sei „[e]in immer noch erstaunlich unterhaltsamer Film“.

## Deutsche Fassung
Eine deutsche Synchronfassung entstand 1988 für das Fernsehen bei der Interopa Film in Berlin.
| Rolle                | Darsteller       | Synchronsprecher |
| -------------------- | ---------------- | ---------------- |
| Lil „Red“ Andrews    | Jean Harlow      | Daniela Lohmeyer |
| Bill Legendre Jr.    | Chester Morris   | Volkert Kraeft   |
| William Legendre Sr. | Lewis Stone      | Günther Jerschke |
| Irene Legendre       | Leila Hyams      | Liane Rudolph    |
| Sally                | Una Merkel       | Ulrike Möckel    |
| Charles B. Gaerste   | Henry Stephenson | Klaus Miedel     |
| Tante Jane           | May Robson       | Tilly Lauenstein |
| Albert               | Charles Boyer    | Gill Gavois      |
| Onkel Fred           | Harvey Clark     | Manfred Petersen |